# Сайферс, Чарльз
Чарльз Сайферс (англ. Charles Cyphers; 28 июля 1939, Ниагара-Фолс, Нью-Йорк — 4 августа 2024, Тусон, Аризона) — американский актёр.

## Биография
Чарльз Сайферс родился в городе Ниагара-Фолс, штат Нью-Йорк, США. Учился в Американской академии драматического искусства. Также изучал драму в Городском колледже Лос-Анджелеса и является выпускником Cal State LA Studios, где получил степень бакалавра в области театрального искусства. 25 лет работал в театре Company of Angels. Лауреат премии театральных критиков Лос-Анджелеса за лучшее исполнение роли в пьесе «Смотритель». Часто снимался в фильмах Джона Карпентера.
Умер после непродолжительной болезни в Тусоне, штат Аризона, 4 августа 2024 года в возрасте 85 лет.

## Фильмография
| Год  |    | Русское название                 | Оригинальное название    | Роль                      |
| ---- | -- | -------------------------------- | ------------------------ | ------------------------- |
| 1976 | ф  | Нападение на 13-й участок        | Assault on Precinct 13   | Старкер                   |
| 1978 | ф  | Хэллоуин                         | Halloween                | шериф Ли Брэкетт          |
| 1978 | ф  | Кто-то следит за мной            | Someone'S Watching Me!   | Гарри Гант                |
| 1979 | тф | Элвис                            | Elvis                    | Сэм Филлипс               |
| 1979 | ф  | Сила одного                      | A Force of One           | доктор Эппис              |
| 1980 | ф  | Туман                            | The Fog                  | Дэн О'Беннон              |
| 1981 | ф  | Побег из Нью-Йорка               | Escape from New York     | государственный секретарь |
| 1981 | ф  | Хэллоуин 2                       | Halloween II             | шериф Ли Брэкетт          |
| 1982 | ф  | Жажда смерти 2                   | Death Wish II            | Дональд Кей               |
| 1986 | ф  | Кровь охотника                   | Hunter's Blood           | Вуди                      |
| 1993 | ф  | Заряженное оружие                | Loaded Weapon 1          | следователь               |
| 1994 | с  | Подводная одиссея                | SeaQuest DSV             | Кальвин Шелли             |
| 1998 | с  | Баффи — истребительница вампиров | Buffy the Vampire Slayer | тренер Карл Марин         |
| 2021 | ф  | Хэллоуин убивает                 | Halloween Kills          | Ли Брэкетт                |